# بی‌بی‌وی‌ای بانکو فرانچز
بی‌بی‌وی‌ای بانکو فرانچز (به اسپانیایی: BBVA Banco Francés) شرکت خدمات مالی و بانکداری آرژانتینی است، که به‌عنوان سومین بانک بزرگ آرژانتین شناخته می‌شود.
بانکو فرانچز در سال ۱۸۸۶ در شهر بوئنوس آیرس تأسیس شد. این بانک در سال ۱۹۹۶ توسط بانک اسپانیایی بانکو بیلبائو خریداری شد. بی‌بی‌وی‌ای بانکو فرانچز در حال حاضر دارای ۶۳۰ شعبه در سرتاسر آرژانتین می‌باشد.